# La Capricieuse (film)
Pour les articles homonymes, voir La Capricieuse (homonymie).
La Capricieuse est un court métrage français réalisé par Sidney Jézéquel, sorti en 1973.

## Fiche technique
- Titre : La Capricieuse
- Réalisation : Sidney Jézéquel
- Scénario : Pierre Herbart et Roger Leenhardt
- Dialogues : Roger Leenhardt
- Photographie : Claude Saunier
- Musique : Jean-Claude Vannier
- Son : Bernard Dubois
- Montage : Chantal Durand
- Production : Les Films Roger Leenhardt
- Pays d'origine :  France
- Durée : 20 min
- Date de sortie :  France 1973

## Distribution
- Julie Jézéquel : la capricieuse
- Antoine Jézéquel : le berger
- Francis Bogaert : le prisonnier
- Marc Emmanuelli : le juge
- Claude Baron-Renault : la mère
- Jean-Philippe : Desportes : le père
- Arlette Langmann : la gouvernante